# Christine Love
Christine Love (...) è un'autrice di videogiochi canadese nota soprattutto per i visual novel Digital: A Love Story, Don't take it personally, babe, it just ain't your story e Analogue: A Hate Story.

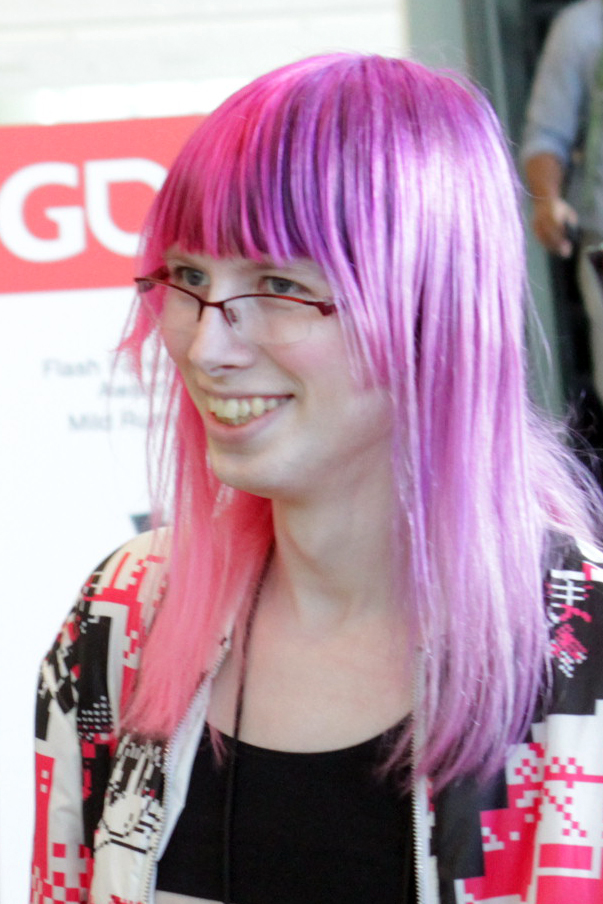
Christine Love alla Game Developers Conference del 2015

Love scrive e progetta visual novel da quando frequentava l'università, periodo durante il quale fece alcuni piccoli videogiochi, visual novel e narrativa prima di acquisire notorietà con la pubblicazione di Digital: A Love Story nel 2010. Successivamente ha lavorato al programma di simulazione di appuntamenti del game designer Riva Celso Love and Order e al visual novel Don't take it personally, babe, it just ain't your story, entrambi pubblicati nel 2011. Il primo progetto commerciale di cui è stata la principale sviluppatrice è Analogue: A Hate Story, pubblicato nel febbraio 2012. Love ha lasciato i suoi studi universitari in letteratura inglese mentre lo stava sviluppando e al momento si sostiene economicamente con i guadagni della sua attività di autrice di visual novel. Nel 2013 ha pubblicato un'espansione del gioco, intitolata Hate Plus. Il suo ultimo progetto, Ladykiller in a Bind, è stato pubblicato nell'ottobre 2016 e ha vinto l'Excellence in Narrative Award all'Independent Game Festival.

## Biografia
Christine Love ha cominciato a creare visual novel mentre studiava alla Trent University. Nel gennaio 2010 aveva già realizzato alcuni piccoli videogiochi, scritto un romanzo e alcuni racconti che provò a vendere con poco successo, per sua stessa ammissione. Per tre anni consecutivi realizzò una visual novel nel mese di marzo, in occasione del National Ren'ai Game Writing Month (NaNoRenO), un concorso lungo un mese ispirato al National Novel Writing Month (NaNoWriMo), in cui gli autori di videogiochi cercano di creare un visual novel in trentun giorni. Nel febbraio 2010 ha cominciato un quarto visual novel, Digital: A Love Story, il suo primo videogioco a ricevere attenzione e critiche positive. Digital: A Love Story è ambientato «cinque minuti nel futuro del 1988» e al centro della storia c'è la relazione online tra il giocatore e una ragazza di nome *Emilia. Nella trama c'è anche un mistero sugli "omicidi" di numerosi programmi di intelligenza artificiale. Il gioco è presentato attraverso l'interfaccia di un computer degli anni Ottanta con un sistema di notifiche e messaggi dagli altri personaggi. I messaggi del giocatore sono impliciti, ma non sono mostrati.
Love si aspettava che il visual novel avrebbe raggiunto circa lo stesso numero di persone dei suoi lavori precedenti, quindi «circa una dozzina di persone». Invece il videogioco, distribuito gratuitamente, fu notato dalle riviste e dai siti di settore come PC Gamer e Gamasutra, e ha ricevuto molta più attenzione, diventato ciò che Love ha definito «un punto di svolta nella [sua] carriera di autrice». Molto elogiato dai critici, Digital: A Love Story si è guadagnato una menzione d'onore nella lista dei migliori videogiochi indipendenti del 2017 del sito Gamasutra. Secondo Love il successo di Digital l'ha fatta passare dall'essere una scrittrice a essere una sviluppatrice di videogiochi indipendenti.
Dopo Digital: A Love Story, Love ha lavorato sul suo primo progetto commerciale, Love and Order, un programma di simulazione di appuntamenti del game designer Riva Celso. Per questo videogioco, pubblicato nel febbraio 2011, Love ha fatto da autrice e da game designer. Ha descritto il gioco come «non il migliore dei miei lavori», dato che le simulazioni di appuntamenti non sono la sua specialità. Tuttavia i guadagni dovuti a Love and Order le hanno permesso di mantenersi per un certo periodo e di diventare un'autrice di videogiochi a tempo pieno. Nel 2011 ha passato il mese di marzo lavorando su un altro visual novel: don't take it personally, babe, it just ain't your story, che è stato distribuito gratuitamente a partire dal 4 aprile 2011. Il gioco è in un certo senso un sequel di Digital: A Love Story. È ambientato nel 2027; il protagonista si chiama John Rook ed è un insegnante di lettere in una scuola privata. La storia si sviluppa nel corso di un semestre scolastico. Il giocatore può leggere i messaggi privati degli studenti nel social network della scuola. I temi di Don't take it personally sono la privacy online e il modo in cui si evolveranno le relazioni tra le persone nel futuro. Il videogioco ha ricevuto molte critiche positive il Daily Telegraph gli ha assegnato il premio per la miglior sceneggiatura tra i suoi premi dedicati ai videogiochi nel 2011.
L'estate successiva Love ha cominciato a lavorare su un più grande videogioco commerciale, Analogue: A Hate Story, pubblicato nel febbraio 2012. Durante l'anno di programmazione del gioco Love ha lasciato i suoi studi universitari. Analogue: A Hate Story è ambientato alcuni secoli dopo Digital: A Love Story; la storia del gioco riguarda un investigatore senza nome impegnato a indagare sulla scomparsa di una nave interstellare, riapparsa 600 anni dopo essere sparita dai radar. I temi del gioco sono l'interazione tra esseri umani e computer, le relazioni interpersonali e le questioni che riguardano la comunità LGBT; nelle parole di Love le cose più importanti del gioco sono «il transumanesimo, il matrimonio tradizionale, la solitudine il cosplay». Anche se Analogue è una specie di sequel di Digital, la distanza temporale nelle trame dei due giochi fa sì che ciò che li leghi siano soprattutto gli intenti di Love; allo stesso modo in cui Digital è legato a Don't take it personally. Analogue ha venduto più di 30 000 copie da febbraio ad agosto 2012. La colonna sonora del gioco, composta da Isaac Schankler, è stata pubblicata su Bandcamp. Nel 2013 poi è stata pubblicata un'espansione del gioco, intitolata Hate Plus, in cui viene sviluppata la storia della nave interstellare.
Nel 2016 Love ha pubblicato un nuovo visual novel, My Twin Brother Made Me Crossdress As Him And Now I Have To Deal With A Geeky Stalker And A Domme Beauty Who Want Me In A Bind!!, abbreviato in Ladykiller in a Bind. Ha descritto il gioco come «un visual novel erotico sulla manipolazione sociale e sui legami tra ragazze».

## Stile e tematiche
Christine Love si descrive come «prima un'autrice e poi una game designer», dato che la scrittura era il suo primo obiettivo, e dice che i suoi giochi parlano «della nostra relazione con la tecnologia, dei rapporti umani in generale e di come si possono guardare le cose da una prospettiva diversa». Vuole che le sue storie siano vere e sincere, ma non necessariamente realistiche. Love è anche interessata a mostrare questioni di genere e di sessualità nei suoi giochi; in Digital e in Analogue ha evitato di imporre il genere del protagonista nei cui panni viene a trovarsi il giocatore, nonostante i personaggi che possono rappresentare i suoi interessi amorosi sono femminili. Nella sua visione personale del gioco il protagonista è femmina, dato che nelle sue intenzioni i suoi visual novel devono essere facilmente apprezzabili da persone queer come lei.

## Opere
- Digital: A Love Story (2010)
- Love and Order (2011)
- Don't take it personally, babe, it just ain't your story (2011)
- Analogue: A Hate Story (2012)
  - Hate Plus (19 agosto 2013)[21]
- Interstellar Selfie Station (2014)
- My Twin Brother Made Me Crossdress as Him and Now I Have to Deal with a Geeky Stalker and a Domme Beauty Who Want Me in a Bind!!, anche noto come Ladykiller in a Bind (2016)